# 韓国社会党
韓国社会党（かんこくしゃかいとう）は、第二共和国時代の韓国に存在した社会民主主義を志向する政党で、4月革命直後に結成された。

## 概要
第5代総選挙前月の1960年6月14日、銭鎮漢を中心に民主革新党と労働組合運動系の人々によって｢韓国社会党結成準備委員会全国代表者大会｣を開催、民議院に19名、参議院に2名の候補者を擁立した。しかし準備期間が短かったこともあり、民議院と参議院でそれぞれ1名ずつの当選者を出しただけで、結成準備委員会委員長の銭鎮漢すらも落選する結果となった。選挙後、銭鎮漢は脱党の意思を明らかにし、また党内の一部は社会大衆党内の進歩党系と結合し、｢独立社会党｣の結成を推進するなど、組織分裂を抑えられず、事実上解体された。